# 陸軍悪玉論
陸軍悪玉論（りくぐんあくだまろん）とは、大日本帝国陸軍に第二次世界大戦にかけての日本の軍国主義化、日中戦争（支那事変）の拡大、国際政治における孤立、および太平洋戦争（大東亜戦争）の開戦と敗戦の全責任があるという主張。これに関連して大日本帝国海軍が歯止めとなり、太平洋戦争開戦についても消極的であったとする見方の海軍善玉論（かいぐんぜんだまろん）も主張される。

## 概要
日本の敗戦直後から、「陸軍は満州事変や支那事変（日中戦争）を引き起こし、また昭和の軍国主義政治は陸軍の軍閥によるものである」という主張があり、長らく旧日本軍や日本近代史を論ずるに当たって人々の間で有名であった風潮である。
しかし、戦後しばらく通説的であった陸軍悪玉論・海軍善玉論に対しては、1960年（昭和35年）ころから学術的に見直しの議論が提起されてきた。代表例として、日本国際政治学会太平洋戦争原因研究部が刊行した『太平洋戦争への道』では、複数の論者から海軍が対米開戦に消極的だったとの見方に異論が示されている。1960年代から1970年代にかけて防衛庁による公刊戦史として編纂された『戦史叢書』で開戦経緯の記述が陸軍と海軍で別巻にわかれている原因について、旧海軍関係者が陸軍悪玉論・海軍善玉論の修正議論を阻止しようとしたためではないかとも指摘されている。
反陸軍のスタンスを取り海軍を擁護する傾向にある作家半藤一利も、1982年（昭和57年）出版の著書において「戦後、いわゆる海軍左派の条約派の米内光政、山本五十六、井上成美のトリオを、海軍関係者および海軍シンパが特筆大書することによって、見事なほど陸軍悪玉・海軍善玉が昭和史の上で定着した。それはかならずしも正確ではない」と、また2014年（平成26年）の毎日新聞でのインタビューでは「開明的とされている海軍ですが、陸軍とそんなに違いはありません」と述べている。
なお敗戦間もない1945年（昭和20年）11月28日の第89回帝国議会衆議院本会議にて、反軍演説などで知られる斎藤隆夫議員による軍国主義の責任を問う質問への答弁において、最後の陸軍大臣下村定大将は陸軍を代表して自らそのような軍国主義に陥って暴走した陸軍の非を認め、これを総括している。なお、この答弁に対する議員の反応は、下村自身が感涙にむせぶ程好意的なものであった（「この答弁中には案外罵声もなく野次もなく、中頃から終りにかけては満場から度々拍手が起こり、中にはハンカチを取り出して涙を拭う議員を見受けられた」）。しかしながら、海軍大臣米内光政大将は（斎藤の質問には）海軍大臣を対象とした答弁が求められておらず、議事録にもないことを理由に答弁を行わなかった。このため米内海相は下村陸相とは対照的に場内の憤激を買っている。

## 普及の背景
いわゆる陸軍悪玉論が巷間言われだした背景として、当時の日本国民の有していた陸軍と海軍に対する印象の違いを指摘する見解がある。
第二次大戦まで、日本で軍隊と言えば一般にそれは陸軍のことを指した。徴兵制が敷かれていた当時の日本では、男子は満20歳の徴兵適齢期を迎えると陸軍の徴兵検査を受け、多くは居住地を管轄する地元の連隊に入隊（入営）するというのが一般的な兵役への就き方であった。一般徴兵検査で徴兵される場合、陸軍に入隊することを意味し、志願制を基本とする海軍の場合とは、兵役義務の履行のあり方で性格が異なる。したがって、一般国民と陸軍の距離は、海軍に比較すると非常に近く、平時では休暇を得て帰宅することが比較的容易であるという側面があった。このことは、陸軍の軍人は、一般人と接する機会が海軍軍人より多いということを意味した。海軍の場合、新兵は下士官兵を管理する鎮守府に設置されていた海兵団に入団と同時に、居住地から遠く離れた場所で兵役に就かざるを得ない上、艦隊勤務が基本となる軍隊生活になる性格上、鎮守府で管轄する軍港に所属する艦艇等に配属されその艦上で生活するため容易に帰郷できず、陸軍より隔絶された体制で兵役に就くことが多いという側面があった。そのため、海軍兵に採用された場合は、一般国民との接点は陸軍より遥かに少ないという傾向にあった。こうした兵役の就き方の違いから、陸軍に対するものと海軍に対するものに一般国民が異なる感情を持つようになった。
国民からの印象として、次の様な違いがあった。
- 一般国民が身近で目にする軍人と言えば圧倒的に陸軍の軍人であり、反面、構成人数が少ない海軍の軍人は希少であり、珍重される傾向にあった。戦前日本に限らず、古今東西陸軍より規模が小さく専門性が高い海軍および空軍（航空部隊）は目立ちやすく、より崇敬を受け易い。
  - 陸軍は国民との距離が近かったので良し悪しにかかわらず国民の持つ軍隊の印象は、大抵陸軍のものに対するものが標準になっていた背景もある。
- 怖い存在の代名詞のように言われた憲兵が陸軍の組織で、特に戦中、しばしば一般人に専横的な態度で接したため、印象も悪かった。
- 終戦までの日本では高校生（旧制高等学校高等科）・専門学校生（旧制専門学校）・大学生（旧制大学）となれるのは、経済力を含め大変なエリートであり（大半の国民は尋常小学校・高等小学校卒で終わり、旧制中学校等旧制中等教育学校への進学率は昭和10年代頭で2割以下が現状であった）、戦争を生き残った高学歴者は戦後社会の政財界、官界、学界、文壇などで影響力を持つ有力・実力者となっていった。陸海軍共に大学在学、卒業生を短期間の教育で将校・士官へ任官する制度（陸軍の甲種幹部候補生・特別操縦見習士官・特別甲種幹部候補生、海軍の短期現役士官・予備学生など）が存在していた。
  - 陸軍は高学歴者も低学歴者も扱いは良くも悪くも平等であり、予備役将校養成コースである甲種幹部候補生でも、入営時には一般兵（一兵卒）と同じ立場であった。基本的に幹部候補生として正式に採用されるまで入営から最低4ヶ月は必ず二等兵として最下層の兵隊生活を送らねばならず、採用されても一等兵であり、さらに約2ヶ月間の原隊教育を経て上等兵となるものの、この兵の期間に徹底的にしごかれる事が多かった。原隊を去り陸軍予備士官学校や幹部候補生隊、各種軍学校等に送られた甲種幹部候補生はそこで教育を受け同時に伍長・軍曹に任官し、修了後にようやく見習士官（曹長）となった。なお、高学歴者を対象に、採用と同時に見習士官（曹長）となり、形式上は下士官兵を経て見習士官となる士官候補生より優遇される「特別操縦見習士官」と、兵として入隊せずに採用と同時に伍長に任官し、軍学校へ送られる「特別甲種幹部候補生」を、それぞれのちに設けている[注釈 1]。特に名実共にエリートであり中流階級以上の出身者が多い高学歴者とって、兵期間の厳しい軍隊生活（内務班にて一般大衆と相部屋の集団生活）やしごきは屈辱と受け止められる事が多かった。
  - 海軍は陸軍と異なり徹底的な学閥偏重主義、海軍兵学校出身者を頂点としたエリート意識（海軍兵学校卒業の「兵科将校」を至高として、海軍機関学校卒業の「機関将校」はそれに次ぐ程度の者とし、下士官からの叩き上げである「特務士官」や上述の「予備士官」を差別的に扱う。陸軍に存在していた柔軟な少尉候補者や特別志願将校学生の制度に相当するものを大々的に採用しない。軍令承行令などの問題）が蔓延っており、待遇においても陸軍とは比べ物にならない程に士官と下士官兵の間には大きな溝をつくっていたため[注釈 2]、良くも悪くも予備学生や短期現役士官は最初から少尉に準ずる待遇を受けられる事が出来た（第三期までは少尉候補生待遇で士官による制裁はあれど、下士官兵によるしごきは皆無であり、陸軍でいう内務班生活ではない。予備学生は第四期より二等水兵として入団する事になるも、既に予備学生として採用後であり、先述の独特の身分序列社会も重なり、下士官兵は手荒なしごきは出来なかった）。
  - また、大卒等の高学歴者であっても上記の制度に志願しなかった者は、原則通常の兵として徴集・召集を経て自動的に陸軍に送られ軍隊生活を送る事となった（戦後の有力者では渡邉恒雄のように当時から反軍思想を持っていた者がこれに該当する）。

そのため、戦争を生き残り復員した学徒出身の元海軍軍人は、その待遇の良さから戦後も「海軍贔屓」になり易く、こうして戦後社会での有力者たちの間で「陸軍悪玉・海軍善玉」の声がはるかに大きくなり、これが一般的なイメージとして形象化されていった。特に作家阿川弘之（富裕層出身、東京帝国大学卒業、海軍兵科予備学生第2期）がこの代表格であり、阿川は徹底的な陸軍嫌悪・過度な海軍賛美を著書や発言で繰り返している。陸軍出身者では司馬遼太郎などもこうした傾向を固定化させる上で代表的な役割を果たした文化人の一人である。
その一例として、阿川は著書『米内光政』にて、米内（海軍大臣）および政府が妨害・阻止した、（陸軍参謀本部のトップが主導し日中戦争停戦を意図した和平工作である）トラウトマン和平工作について意図的に一切触れず、また、「陸軍という武家にかつがれた近衛首相は、一月十六日、有名な『国民政府を相手とせず』の声明を発表した」と綴り（陸軍全体が和平派ではなかったとはいえ）陸軍に責任を擦り付けるかたちで事実を歪曲し、陸軍悪玉・海軍善玉へと読者を誘導している。なお史実の米内は、和平交渉継続を強く主張し第一次近衛声明の発表を断固阻止しようと食い下がる陸軍参謀本部次長多田駿中将に対し、軍部大臣現役武官制復活当時の大本営政府連絡会議の場において「内閣総辞職になるぞ！」と恫喝し、和平工作を頓挫に追い込んだ中心人物であった。
また阿川が著書『井上成美』などで和平派として賛美している井上成美には、支那方面艦隊参謀長当時に中国・重慶への市街地無差別爆撃を強く提唱していた負の面も存在している。重慶爆撃自体は当初は中国軍の最高統帥機関および政府の最高政治機関といった戦略施設を爆撃対象としていたが、井上らはその対象を拡大した大規模無差別爆撃（百一号作戦）を起案・提唱し繰り返し実施させている。この重慶無差別爆撃はナチス・ドイツによるゲルニカ爆撃と並び「枢軸国（日本）が先に行った無差別爆撃」として、のちの太平洋戦争末期のアメリカによる日本無差別爆撃（日本本土空襲や日本への原子爆弾投下など）と「相殺」され、連合国軍の爆撃を正当化させることとなる。
- 大多数の一般国民が陸軍にしろ海軍にしろ徴集・召集され入隊する場合、その多くは学歴や資格を持たない「兵」であり、陸海軍ともに古参兵や下士官からのしごきに耐え続けなければならなかった。そこでは海軍よりも陸軍の兵数が総数として圧倒的に多かったため、復員できた国民は、海軍に従軍して「海軍嫌い」となった人数よりも、陸軍に従軍して「陸軍嫌い」になった者が当然多かった。また、元下士官兵で回顧録や戦記を出版でき、ベストセラーになる者は特に航空部隊のパイロットなどに限られたため、海軍においても不遇な扱いを受けていた艦隊や陸戦勤務など大多数の一般水兵らの声は残りにくく、待遇のよい士官の声ばかりが目立つ事も一因となった。
- 更には戦後の自衛隊、とりわけ陸上自衛隊から「表面上は」旧陸軍色が排されている事も無視できない要素である。海上自衛隊が表立って「旧海軍の継承者」を自称し、制服類や各種号令に至るまで旧海軍に類似した物を使用し、海軍記念日に式典を実施するなど旧海軍以来の伝統を尊重しているのに対して、陸上自衛隊と陸軍の間には軍旗と自衛隊旗、『陸軍分列行進曲』、銃剣術やベッドメイキング（英語版）などで陸軍由来の伝統や文化を踏襲している面はあるものの、海自程の組織的かつ積極的な伝統継承の公言は行っておらず、（東京大空襲と同日である不幸も災いしているが）陸軍記念日に式典を行う習慣もない。
  - 1950年の警察予備隊発足当時に、服部卓四郎ら旧陸軍幹部がGHQにより警察予備隊幹部から排されたという一般に広く知られる事実も、こうした俗説を補強するものとなっている事は否めない。実際はダグラス・マッカーサーが公職追放対象者を排除するよう通知したのみで、排除の対象が旧陸軍幹部のみに限定されていた訳ではなく、警察予備隊創設には辰巳栄一ら吉田茂の腹心の旧陸軍関係者が深く関わっている。
  - また、64式小銃や61式戦車など戦後自主開発された国産装備品の多くは、旧陸軍関係者が復帰して開発に携わっている。

軍部による政治干渉に関して、軍の意向にそわない組閣の阻止や、軍部大臣が辞職して軍が後任を指定しないことにより内閣を総辞職に追い込むなど、軍部大臣現役武官制を利用して軍部が政治干渉したとして戦後批判されているところ、陸軍では二個師団増設問題で対立した第2次西園寺内閣倒閣、軍縮を断行した宇垣一成組閣阻止、日独伊三国同盟反対論者だった米内内閣倒閣と数回に渡って実行しており、内閣総理大臣による陸軍大臣代行も認めなかった。海軍では新艦艇建造計画に反対した清浦奎吾組閣阻止(鰻香内閣)のほかは、対米開戦した東條内閣に対する組閣阻止の動きがあったくらいであり、内閣総理大臣による海軍大臣の代行も認めている(原敬総理、内田康哉総理、高橋是清総理、濱口雄幸総理)など、陸軍に比して海軍による政治干渉の印象が薄いことも背景となっている。

## 海軍との差異の実態
陸軍は海軍よりも人命を軽視し、精神論を振りかざす前時代的な軍隊であるとの戦後のごく一般的な印象の反面、装備品や運用や教育には次のような差異が存在していた。
- 航空機では海軍の零戦や一式陸攻が要求性能による極度の軽量化などで殆ど防弾装備を有しなかった・装備が極めて遅れていたのに対して、同時期の陸軍航空隊の一式戦「隼」・二式戦「鍾馗」や九七式重爆・一〇〇式重爆「呑龍」は量産当初から防漏燃料タンク（英語版）といった防弾装備を装備していた等の設計思想の違いがあった。人員養成の面でも、海軍のように搭乗員を特別扱いせず、手が空いている際には地上要員と共に機体の整備に当たらせる習慣を陸軍飛行戦隊では励行させており、四式戦「疾風」のような気難しい発動機を搭載する機体の場合には、飛行戦隊内に「整備指揮小隊」を設置する場合もあった。操縦者が整備士に混じって乗機の整備にあたり、機械的知識を身につける事で機体の状態をより正確に整備士に伝えられるようになり、より良い整備状況の実現が可能となる事は、今日の自動車などでのレース競技では半ば常識であるが、整備指揮小隊が設置された飛行戦隊ではハ45の稼働率は海軍航空隊のそれよりも大きく向上し、飛行第47戦隊のように稼働率90%以上を誇る部隊も存在した。海軍では美濃部正少佐率いる芙蓉部隊が陸軍に類似した整備体制でアツタ発動機の稼働率90%以上を叩き出した例があるが、芙蓉部隊は特攻を拒否し夜間奇襲攻撃に特化した、特攻に狂奔する大戦末期の海軍では異端中の異端とも言える存在であった。

- 海上輸送では海軍から鼠輸送など戦術輸送戦への海軍艦艇の投入拒否の事態に遭った事が原因でまるゆを独自開発しているが、海軍の蛟龍や海龍のような特攻兵器としての運用は最後まで俎上に登る事は無かった。また、資源輸送など戦略物資輸送に関しても、陸軍は当時の連合軍の大西洋における護送船団戦法の中核を成していた護衛空母の大量配備を計画し、戦時標準船をベースとした量産が容易な特TL空母型油槽船の提案を行っているが、海軍は商船改造空母(特設空母)の艦隊編入に固執した事から低速なTL型油槽船の改装には難色を示し、輸送船団の護衛は陸上機による直掩で十分として、この時期の陸軍の提案をほとんど拒絶していた。しかし、船団護送の主導権を握った海上護衛総司令部の護衛戦術は稚拙そのもので、無計画な機雷原の設置により輸送船団の航路をかえって阻害する結果を招いたり、無線封鎖の概念と逆行する商船への定時連絡や位置報告の強制、或いは船団側が陸上基地に直掩機を依頼する際の打電が却って敵潜水艦に船舶の位置を暴露する結果を招いたりした。「満載状態の艦上攻撃機の発進」という連合国ですら実現が遅れていた性能要件を課した事で、カタパルトの開発にも失敗し、船団に随行する軽空母や特設空母は非常な苦戦を強いられ、ヒ船団に随行して撃沈された雲鷹に至っては、「空母が低速な輸送船団と行動を共にするのは最も誤った編成である」という趣旨の戦闘詳報を残す有様であった。レーダーやソナーの性能不足や対潜哨戒機(東海)の配備の遅れから、海軍は最終的に潜水艦の監視体制の維持のために無線機を搭載した漁船を大量に徴発して特設監視艇とする方針を採り、漁港によっては所属船や漁師の大半を戦没するという悲劇を招いているが、同時期に陸軍の暁部隊も同様の徴発を行っていた例があった事から、海軍の無策や暴挙よりも陸軍の無理な徴用がより誇張されて伝えられているケースも散見される。

- 海軍は各種の特攻を主導し、桜花や震洋、伏龍といった特攻兵器の開発に執心した黒島亀人や大田正一のような人物が居た一方、陸軍は特攻作戦自体には消極的であったとも言われており、最末期の桜弾やタ号に至る以前に開発された剣やマルレなどは、生還の見込みが全くない直接の体当たりではなく、手動で投弾し帰投を図る事が原則の設計が成されていた。海軍は人間を誘導装置とし、発進したが最後100%生還の見込みの無い非人道的な人間ミサイル桜花や人間魚雷回天を組織的に開発・実戦投入していた一方で、陸軍は陸軍技術研究所の技師達が「搭乗員が100％戦死する体当たり攻撃は技術者の怠慢を意味する不名誉な事」として親子飛行機構想を提案したことを契機に[5]、遠隔操作・無線誘導の対艦ミサイル（イ号一型甲無線誘導弾・イ号一型乙無線誘導弾）、自動追尾の対艦誘導爆弾（ケ号自動吸着弾・イ号一型丙自動追尾誘導弾）、熱線自動追尾の無人航走自爆艇（ケ号装置付連絡艇）といった機械を誘導装置とする先進的な無人誘導兵器の数々を組織的に開発、イ号一型乙無線誘導弾に至っては実用化の域に達し量産途中であった史実も存在する。

- 電子装備に関してはレーダーについても陸軍の方が上層部の理解が篤く、戦前から開発を積極的に行っていた反面、海軍は「闇夜の提灯」としてこうした電子装備を全く軽視しており、ミッドウェー海戦までは殆ど開発が進んでいなかった。一方、開戦当時には既に開発をほぼ終えていた陸軍の対空電探である超短波警戒機乙(出力50kw、最大300km)は、同時期の海軍の21号電探(出力5kw、最大100km)よりも探知距離が長かった。海軍は大戦後期に小型軽量な13号電探(出力10kw、最大100-150km)で巻き返しを図ったものの、全艦艇への普及は1944年までずれ込んだ。一方、陸軍の超短波警戒機 乙はシステムが大掛かりではあるが、1941年には地上設置型、1943年には車両輸送可能なタイプの生産が行われており、電波標定機による高射砲のレーダー誘導も限定的ではあるが1942年には開発に着手しており、終戦間際には五式十五糎高射砲の配備に漕ぎ着けている。八木・宇田アンテナの「再発見」という不名誉な事実こそあるものの、陸軍はこれらのレーダーを活用した早期警戒・要撃体制の整備により、大戦後半に至っても旧式の一式戦「隼」を中心とした部隊で連合軍と互角かそれ以上のキルレシオを維持し続けた(超短波警戒機乙#陸軍航空部隊の早期警戒)。海軍が「零戦の強化には全く役に立たない」と評した水メタノール噴射装置についても一式戦を中心に積極的な採用を行い、航空優勢維持の要因の一つともなった。

- また、陸軍はソナーや水中聴音機についても戦前より海軍の潜水艦よりも遙かに深深度まで潜航可能な西村式潜水艇を用いての研究を進めており、1930年代中期の段階で海軍ですら輸入やコピー製造に頼っていたアクティブソナー「す号機」の独自開発に成功、日米開戦時点では日本周辺の海底地形の殆どを把握し、朝鮮海峡や宗谷海峡などの要地に要地型す号機を用いた音響探知線を張る事でソ連潜水艦の活動を日本海にほぼ封じ込められる水準に達していた。前述のまるゆの開発も苦し紛れの思いつき程度の代物ではなく、こうした海底地形の調査や深深度における音響探査技術の地道な研究の結果、当時の技術水準では潜水艦同士の水中遭遇戦はまず起こり得ないという技術的な裏付けを元に「昼間は海底に鎮座し、夜間に洋上航行を行う」潜水輸送隊構想の具現化に至ったものであった[6]。一方、海軍は戦前にペン書き式のアクティブソナー九三式水中探信儀、戦中にブラウン管表示方式の三式水中探信儀の制式化を行ったものの、海軍の潜水艦搭乗員の多くはレーダーに対する認識同様に、自ら音波を出す行為を嫌って殆ど使用されず、ソナー運用方針をパッシブからアクティブへ全面転換した1944年後半には既に運用できる艦艇は殆ど喪失し、メーカーの倉庫に在庫の山が築かれたという[7]。また、海軍は戦前よりアクティブソナーの機材としての導入自体は行っていたものの、その活用に必要な音響伝搬技術の研究は全く軽視されており、1943年10月になってようやく海洋中の音波伝搬の研究を開始する有様であった[8]。
  - しかし、一般的にはこうした陸軍船舶司令部及び陸軍船舶兵の「生き残る為」の数々の提案や取り組み、装備品の先進性などは殆ど知られておらず、今日に至るまで海軍の昔日の栄光が持て囃される裏で「陸軍は海軍と仲が悪かった故に、航空母艦(実際には後世のヘリ空母や強襲揚陸艦に分類されるものである)や潜水艦を自ら運用する事となった。」という珍奇性をもって語られるのみで、未だ公平な視座からの正当な評価が行われる事は稀である。なお、今日の軍事に於いては陸軍や海兵隊が独自のロジスティクス戦略を立て独自の水上戦隊を運用する事、単に兵や重火器の頭数を数え上げるのではなく、その陸上軍独自の海上輸送能力も加味した戦力評価を行わなければ、その国の陸上兵力の真価（≒自国に対する脅威の度合い）も推し量れないという事は半ば常識となっており、軍事アナリストの小川和久も度々そうした主旨の解説や評論を行っている。

- 陸戦においても栗林忠道のように海軍陸戦隊を評して「防御の思想がまるでなく、防衛にとって有害な施設構築すら行っている」「装備・物量共に陸軍よりも遙かに優良でありながら、戦闘ではまるで役に立たない」と極めて手厳しく評している例がありながらも、戦後防衛研究所などが編纂した『硫黄島戦史』では、栗林のこうした海軍に対する酷評のみが不自然に削除されているなどの実例がある[9]。
- 初年兵教育においては、陸軍では（表向きにはだが）体罰が禁止されていた。一応、ビンタなどの私刑は日常的に行われていたが、怪我をさせると無いはずの私的制裁の存在が否定できなくなるため、セミやウグイスの真似をさせたりして精神的な苦痛を与えたりするなど、様々な「しごき」があった。一方、海軍では陸軍と異なり「しごき」や肉体的制裁が公然と認められていた。日本海軍に於いて特に有名な「しごき」は海軍精神注入棒（軍人精神注入棒、大東亜戦争勝ち抜き棒）等と呼ばれる硬い樫の木の太棒（他には止索（とめなわ）と呼ばれる太い係留用ロープやラッタルの手摺（通称、真剣棒）が使われる事さえあった）やを構えた下士官や古兵が、教育の名の下に壁に手をつかせた新兵の尻を叩く行為（所謂ケツバット、当時の海軍ではバッタと呼ばれていた）が有名である。叩かれ腫れ上がった尻のせいで、その夜はまともに仰向けで寝る事が出来ずに奥歯を噛み堪えながら夜を明かす新兵が多かった。中には叩く力が強すぎて肛門が裂けた新兵、叩きどころが悪く背骨に当たり死亡した（＝殺された）新兵さえいた。

これらが綯い交ぜになって、軍が解体された後の戦後では戦時中の旧陸海軍の行動のスタンスの違いが海軍を好意的に、陸軍を批判の矢面に立たせる論調が展開された。しかし、それらは、必ずしも陸軍、海軍の持っていた組織上の問題点を正確に反映したものとは言えず、多分に後付けの理屈で糊塗された戦後の人間達のもつ印象論に近いものも含まれている。(ただし、陸軍が人命を重視していたわけではない。)